# منتخب كرواتيا لكرة القدم
منتخب كرواتيا لكرة القدم (بالكرواتية: Hrvatska nogometna reprezentacija) هو ممثل كرواتيا الرسمي في رياضة كرة القدم، تأسس الاتحاد الكرواتي لكرة القدم في العام 1912، وانضم إلى الفيفا في العام 1992.
كان منتخب كرواتيا جزء من منتخب يوغوسلافيا لكرة القدم قبل استقلال كرواتيا عام 1992، وبعدها تم تأسيس الاتحاد الجديد وانضمامه للفيفا والاتحاد الأوروبي لكرة القدم.
أفضل إنجازات منتخب كرواتيا كانت حصد مركز الوصيف في كأس العالم 2018، وحصد المركز الثالث في كأس العالم 1998 وكأس العالم 2022. قدمت كرواتيا العديد من اللاعبين العالميين مثل: دافور سوكر الذي كان هداف كأس العالم 1998 واختير أيضاً ضمن قائمة أفضل 125 لاعب كرة قدم حي من قبل الفيفا، كذلك لوكا مودريتش الذي فاز في 2018 بجائزة الفيفا لأفضل لاعب في العالم والكرة الذهبية وأفضل لاعب في أوروبا وأفضل لاعب في كأس العالم 2018، بالإضافة إلى تحقيقه دوري أبطال أوروبا 5 مرات مع ريال مدريد.

## الملاعب
غالبية مباريات منتخب كرواتيا على أرضه تجري في ملعب ماكسيمير في زغرب، وهو أيضًا ملعب نادي دينامو زغرب المحلي.

## سجل المشاركات

### كأس العالم
شارك منتخب كرواتيا لكرة القدم لأول مرة في نهائيات كأس العالم لكرة القدم عام 1998 التي أقيمت في فرنسا؛ حيث تأهل إلى نصف النهائي وخسر بنتيجة 2-1 أمام منتخب فرنسا الذي وصل إلى المباراة النهائية وحقق اللقب على حساب البرازيل، وتواجه منتخب كرواتيا مع منتخب هولندا في مباراة المركز الثالث وفاز عليه بنتيجة 2-1 ليحصد الميدالية البرونزية في أول مشاركة له في المونديال العالمي.
تأهل المنتخب الكرواتي مجدداً إلى كأس العالم 2002 في كوريا الجنوبية واليابان، ثم كأس العالم 2006 في ألمانيا وكأس العالم 2014 في البرازيل وخرج في جميع هذه المشاركات من أدوار المجموعات، كما لم يتمكن من التأهل إلى كأس العالم 2010 في جنوب أفريقيا.
نجح منتخب كرواتيا في التأهل إلى نهائيات كأس العالم 2018 في روسيا، وذلك من بوابة الملحق الأوروبي، بعد فوزه على اليونان بنتيجة إجمالية (4-1) وذلك بمجموع مباراتي الذهاب (4-1) والعودة (0-0) لتكون المشاركة الخامسة له في نهائيات كأس العالم. كما نجح المنتخب الكرواتي من خلال فوزه على منتخب روسيا بركلات الترجيح في الوصول إلى دور نصف النهائي ليواجه منتخب إنجلترا. استطاع المنتخب الكرواتي الفوز بنتيجة 2-1؛ حيث نجحوا في تغير نتيجة التعادل في الأشواط الإضافية وبذلك ينتقل المنتخب الكرواتي للمباراة النهائية ضد المنتخب الفرنسي. خسر المنتخب الكرواتي من نظيره الفرنسي في المباراة النهائية في كأس العالم بنتيجة انتهت (4-2)؛ وبذلك يصل المنتخب الكرواتي لأول مرة إلى المركز الثاني. يُذكر أن المنتخبين التقيا قبل ذلك 5 مرات، وفاز منتخب فرنسا في 3 منها وذلك في 1998 و1999 و2000، بينما انتهت في عامي 2004 و 2011 بالتعادل. استطاع المنتخب الكرواتي التأهل إلى مباراة نصف النهائي في كأس العالم 2022، لكنه خسر أمام نظيره الأرجنتيني بثلاثة أهداف مقابل لا شيء، وانتزع المنتخب الكرواتي الميدالية البرونزية، بانتصاره بنتيجة 2-1 على خصمه المغربي في مباراة تحديد المركز الثالث.
  البطل    الوصيف    المركز الثالث  
  المركز الرابع  
آخر تحديث 31 أكتوبر 2023
| كأس العالم | كأس العالم        | كأس العالم        | كأس العالم        | كأس العالم        | كأس العالم        | كأس العالم        | كأس العالم        | كأس العالم        | كأس العالم        |         | سجل التأهل لكأس العالم | سجل التأهل لكأس العالم | سجل التأهل لكأس العالم | سجل التأهل لكأس العالم | سجل التأهل لكأس العالم | سجل التأهل لكأس العالم | سجل التأهل لكأس العالم |
| السنة      | الجولة            | الترتيب           | لعب               | فاز               | تعادل             | خسر               | له                | عليه              | المجموعة          | الترتيب | لعب                    | فاز                    | تعادل                  | خسر                    | له                     | عليه                   |                        |
| ---------- | ----------------- | ----------------- | ----------------- | ----------------- | ----------------- | ----------------- | ----------------- | ----------------- | ----------------- | ------- | ---------------------- | ---------------------- | ---------------------- | ---------------------- | ---------------------- | ---------------------- | ---------------------- |
| 1930–1990  | جزء من يوغوسلافيا | جزء من يوغوسلافيا | جزء من يوغوسلافيا | جزء من يوغوسلافيا | جزء من يوغوسلافيا | جزء من يوغوسلافيا | جزء من يوغوسلافيا | جزء من يوغوسلافيا | جزء من يوغوسلافيا | —       | —                      | —                      | —                      | —                      | —                      | —                      |                        |
| 1994       | لم تشارك          | لم تشارك          | لم تشارك          | لم تشارك          | لم تشارك          | لم تشارك          | لم تشارك          | لم تشارك          | لم تشارك          | –       | –                      | –                      | –                      | –                      | –                      | –                      |                        |
| 1998       | المركز الثالث     | 3                 | 7                 | 5                 | 0                 | 2                 | 11                | 5                 | المجموعة          | الثاني  | 10                     | 5                      | 4                      | 1                      | 20                     | 13                     |                        |
| 2002       | دور المجموعات     | 23                | 3                 | 1                 | 0                 | 2                 | 2                 | 3                 | المجموعة          | الأول   | 8                      | 5                      | 3                      | 0                      | 15                     | 2                      |                        |
| 2006       | دور المجموعات     | 22                | 3                 | 0                 | 2                 | 1                 | 2                 | 3                 | المجموعة          | الاول   | 10                     | 7                      | 3                      | 0                      | 21                     | 5                      |                        |
| 2010       | لم تتأهل          | لم تتأهل          | لم تتأهل          | لم تتأهل          | لم تتأهل          | لم تتأهل          | لم تتأهل          | لم تتأهل          | لم تتأهل          | الثالث  | 10                     | 6                      | 2                      | 2                      | 19                     | 13                     |                        |
| 2014       | دور المجموعات     | 19                | 3                 | 1                 | 0                 | 2                 | 6                 | 6                 | المجموعة          | الثاني  | 12                     | 6                      | 3                      | 3                      | 14                     | 9                      |                        |
| 2018       | الوصيف            | الثاني            | 7                 | 4                 | 2                 | 1                 | 14                | 9                 | المجموعة          | الثاني  | 12                     | 7                      | 3                      | 2                      | 19                     | 5                      |                        |
| 2022       | نصف النهائي       | المركز الثالث     | 5                 | 1                 | 4                 | 0                 | 8                 | 4                 | المجموعة          | الأول   | 10                     | 7                      | 2                      | 1                      | 21                     | 4                      |                        |
| 2026       | يحدد لاحقًا        | يحدد لاحقًا        | يحدد لاحقًا        | يحدد لاحقًا        | يحدد لاحقًا        | يحدد لاحقًا        | يحدد لاحقًا        | يحدد لاحقًا        | يحدد لاحقًا        |         |                        |                        |                        |                        |                        |                        |                        |
| 2030       | يحدد لاحقًا        | يحدد لاحقًا        | يحدد لاحقًا        | يحدد لاحقًا        | يحدد لاحقًا        | يحدد لاحقًا        | يحدد لاحقًا        | يحدد لاحقًا        | يحدد لاحقًا        |         |                        |                        |                        |                        |                        |                        |                        |
| 2034       | يحدد لاحقًا        | يحدد لاحقًا        | يحدد لاحقًا        | يحدد لاحقًا        | يحدد لاحقًا        | يحدد لاحقًا        | يحدد لاحقًا        | يحدد لاحقًا        | يحدد لاحقًا        |         |                        |                        |                        |                        |                        |                        |                        |
| المجموع    | الوصيف            | 5/6               | 23                | 11                | 4                 | 8                 | 35                | 26                | –                 |         | –                      | 62                     | 36                     | 18                     | 8                      | 108                    | 47                     |

* التعادلات تشمل مباريات خروج المغلوب قررت بركلات الترجيح
| ˅قائمة مباريات كرواتيا في كأس العالم | ˅قائمة مباريات كرواتيا في كأس العالم | ˅قائمة مباريات كرواتيا في كأس العالم | ˅قائمة مباريات كرواتيا في كأس العالم | ˅قائمة مباريات كرواتيا في كأس العالم | ˅قائمة مباريات كرواتيا في كأس العالم | ˅قائمة مباريات كرواتيا في كأس العالم      |
| السنة                                | الجولة                               | الخصم                                | الأهداف                              | النتيجة                              | التاريخ                              | المكان                                    |
| ------------------------------------ | ------------------------------------ | ------------------------------------ | ------------------------------------ | ------------------------------------ | ------------------------------------ | ----------------------------------------- |
| 1998                                 | المجموعة ح                           | جامايكا                              | 3 – 1                                | فاز                                  | 14 يونيو 1998                        | ملعب بولار دولولي، لنس                    |
| 1998                                 | المجموعة ح                           | اليابان                              | 1 – 0                                | فاز                                  | 20 يونيو 1998                        | ملعب لا بوجوار، نانت                      |
| 1998                                 | المجموعة ح                           | الأرجنتين                            | 0 – 1                                | خسر                                  | 26 يونيو 1998                        | ملعب شابان-دلماس، بوردو                   |
| 1998                                 | دوري الـ16                           | رومانيا                              | 1 – 0                                | فاز                                  | 30 يونيو 1998                        | ملعب شابان-دلماس، بوردو                   |
| 1998                                 | الربع النهائي                        | ألمانيا                              | 3 – 0                                | فاز                                  | 4 يوليو 1998                         | ملعب جيرلان، ليون                         |
| 1998                                 | نصف النهائي                          | فرنسا                                | 1 – 2                                | خسر                                  | 8 يوليو 1998                         | ملعب فرنسا، باريس                         |
| 1998                                 | النهائي البرونزي                     | هولندا                               | 2 – 1                                | فاز                                  | 11 يوليو 1998                        | بارك دي برينس، باريس                      |
| 2002                                 | المجموعة ز                           | المكسيك                              | 0 – 1                                | خسر                                  | 3 يونيو 2002                         | ملعب توهوكو دينريوكو بيغ سوان، نيغاتا     |
| 2002                                 | المجموعة ز                           | إيطاليا                              | 2 – 1                                | فاز                                  | 8 يونيو 2002                         | ملعب كاشيما لكرة القدم، كاشيما (إيباراكي) |
| 2002                                 | المجموعة ز                           | الإكوادور                            | 0 – 1                                | خسر                                  | 13 يونيو 2002                        | ملعب يوكوهاما الدولي، يوكوهاما            |
| 2006                                 | المجموعة و                           | البرازيل                             | 0 – 1                                | خسر                                  | 13 يونيو 2006                        | الملعب الأولمبي (برلين)، برلين            |
| 2006                                 | المجموعة و                           | اليابان                              | 0 – 0                                | تعادل                                | 18 يونيو 2006                        | ملعب ماكس مورلوك، نورنبرغ                 |
| 2006                                 | المجموعة و                           | أستراليا                             | 2 – 2                                | تعادل                                | 22 يونيو 2006                        | مرسيدس بنز أرينا، شتوتغارت                |
| 2014                                 | المجموعة أ                           | البرازيل                             | 1 – 3                                | خسر                                  | 12 يونيو 2014                        | أرينا كورينثيانز، ساو باولو               |
| 2014                                 | المجموعة أ                           | الكاميرون                            | 4 – 0                                | فاز                                  | 18 يونيو 2014                        | أرينا دا أمازونيا، ماناوس                 |
| 2014                                 | المجموعة أ                           | المكسيك                              | 1 – 3                                | خسر                                  | 23 يونيو 2014                        | أرينا سيداد دا كوبا، ريسيفي               |
| 2018                                 | المجموعة د                           | نيجيريا                              | 2 – 0                                | فاز                                  | 16 يونيو 2018                        | ملعب كالينينغراد، كالينينغراد             |
| 2018                                 | المجموعة د                           | الأرجنتين                            | 3 – 0                                | فاز                                  | 21 يونيو 2018                        | ملعب نيجني نوفغورود، نيجني نوفغورود       |
| 2018                                 | المجموعة د                           | آيسلندا                              | 2 – 1                                | فاز                                  | 26 يونيو 2018                        | روستوف أرينا، روستوف-نا-دونو              |
| 2018                                 | دور الـ16                            | الدنمارك                             | 1 – 1 (3–2 p)                        | تعادل                                | 1 يوليو 2018                         | ملعب نيجني نوفغورد، نيجني نوفغورد         |
| 2018                                 | الربع النهائي                        | روسيا                                | 2 – 2 (4–3 p)                        | تعادل                                | 7 يوليو 2018                         | ملعب فيشت الأولمبي، سوتشي                 |
| 2018                                 | النصف النهائي                        | إنجلترا                              | 2 – 1                                | فاز                                  | 11 يوليو 2018                        | ملعب لوجنيكي، موسكو                       |
| 2018                                 | النهائي                              | فرنسا                                | 2 - 4                                | خسر                                  | 15 يوليو 2018                        | ملعب لوجنيكي، موسكو                       |

* التعادلات تشمل مباريات خروج المغلوب قررت بركلات الترجيح

### بطولة أمم أوروبا
لم يشارك المنتخب الكرواتي في البطولة حتى سنة 1996؛ بسبب كون الدولة جزء من يوغسلافيا في مرحلة التأهل في بطولة 1992. ودخل المنتخب مباريات التأهل في كل البطولات التالية إلا أنه لم يصل إلى النهائي. كان أداء الفريق الأفضل هو في وصوله إلى ربع النهائي مرتين في 1996 قبل خسارته من ألمانيا وسنة 2008 من تركيا.
*التعادل تشمل مباريات خروج المغلوب التي انتهت بركلات الترجيح; التعديل في 25 يونيو 2016 (كرواتيا ضد البرتغال).
| سجل بطولة أمم أوروبا لكرة القدم | سجل بطولة أمم أوروبا لكرة القدم | سجل بطولة أمم أوروبا لكرة القدم | سجل بطولة أمم أوروبا لكرة القدم | سجل بطولة أمم أوروبا لكرة القدم | سجل بطولة أمم أوروبا لكرة القدم | سجل بطولة أمم أوروبا لكرة القدم | سجل بطولة أمم أوروبا لكرة القدم | سجل بطولة أمم أوروبا لكرة القدم | سجل بطولة أمم أوروبا لكرة القدم |        | تصفيات بطولة أمم أوروبا UEFA | تصفيات بطولة أمم أوروبا UEFA | تصفيات بطولة أمم أوروبا UEFA | تصفيات بطولة أمم أوروبا UEFA | تصفيات بطولة أمم أوروبا UEFA | تصفيات بطولة أمم أوروبا UEFA | تصفيات بطولة أمم أوروبا UEFA |
| السنة                           | الجولة                          | الترتيب                         | لعب                             | فاز                             | تعادل                           | خسر                             | له                              | عليه                            | المجموعة                        |        | الترتيب                      | لعب                          | فاز                          | تعادل                        | خسر                          | له                           | عليه                         |
| ------------------------------- | ------------------------------- | ------------------------------- | ------------------------------- | ------------------------------- | ------------------------------- | ------------------------------- | ------------------------------- | ------------------------------- | ------------------------------- | ------ | ---------------------------- | ---------------------------- | ---------------------------- | ---------------------------- | ---------------------------- | ---------------------------- | ---------------------------- |
| 1960 إلى 1992                   | جزء من يوغوسلافيا               | جزء من يوغوسلافيا               | جزء من يوغوسلافيا               | جزء من يوغوسلافيا               | جزء من يوغوسلافيا               | جزء من يوغوسلافيا               | جزء من يوغوسلافيا               | جزء من يوغوسلافيا               | —                               | —      | —                            | —                            | —                            | —                            | —                            | —                            |                              |
| 1996                            | الربع النهائي                   | السابع                          | 4                               | 2                               | 0                               | 2                               | 5                               | 5                               | المجموعة                        | الأول  | 10                           | 7                            | 2                            | 1                            | 22                           | 5                            |                              |
| 2000                            | لم تتأهل                        | لم تتأهل                        | لم تتأهل                        | لم تتأهل                        | لم تتأهل                        | لم تتأهل                        | لم تتأهل                        | لم تتأهل                        | لم تتأهل                        | الثالث | 8                            | 4                            | 3                            | 1                            | 13                           | 9                            |                              |
| 2004                            | دور المجموعات                   | الثالث عشر                      | 3                               | 0                               | 2                               | 1                               | 4                               | 6                               | المجموعة                        | الثاني | 10                           | 6                            | 2                            | 2                            | 14                           | 5                            |                              |
| 2008                            | ربع النهائي                     | الخامس                          | 4                               | 3                               | 1                               | 0                               | 5                               | 2                               | المجموعة                        | الأول  | 12                           | 9                            | 2                            | 1                            | 28                           | 8                            |                              |
| 2012                            | دور المجموعات                   | العاشر                          | 3                               | 1                               | 1                               | 1                               | 4                               | 3                               | المجموعة                        | الثاني | 12                           | 8                            | 2                            | 2                            | 21                           | 7                            |                              |
| 2016                            | دور الـ16                       | التاسع                          | 4                               | 2                               | 1                               | 1                               | 5                               | 4                               | المجموعة                        | الثاني | 10                           | 6                            | 3                            | 1                            | 20                           | 5                            |                              |
| 2020                            | دور ال16                        | الرابع عشر                      | 4                               | 1                               | 1                               | 2                               | 7                               | 8                               | المجموعة                        | الأول  | 8                            | 5                            | 2                            | 1                            | 17                           | 7                            |                              |
| المجموع                         | الربع النهائي                   | 5/6                             | 18                              | 8                               | 5                               | 5                               | 30                              | 28                              | –                               | –      | 70                           | 45                           | 16                           | 9                            | 135                          | 46                           |                              |

| قائمة مباريات بطولة أمم أوروبا UEFA | قائمة مباريات بطولة أمم أوروبا UEFA | قائمة مباريات بطولة أمم أوروبا UEFA | قائمة مباريات بطولة أمم أوروبا UEFA | قائمة مباريات بطولة أمم أوروبا UEFA | قائمة مباريات بطولة أمم أوروبا UEFA | قائمة مباريات بطولة أمم أوروبا UEFA |
| السنة                               | الجولة                              | الخصم                               | النقاط                              | النتيجة                             | التاريخ                             | المكان                              |
| ----------------------------------- | ----------------------------------- | ----------------------------------- | ----------------------------------- | ----------------------------------- | ----------------------------------- | ----------------------------------- |
| 1996                                | المجموعة د (الرابعة)                | تركيا                               | 1–0                                 | فاز                                 | 11 يونيو 1996                       | نوتنغهام، انجلترا                   |
| 1996                                | المجموعة د (الرابعة)                | الدنمارك                            | 3–0                                 | فاز                                 | 16 يونيو 1996                       | شفيلد، انجلترا                      |
| 1996                                | المجموعة د (الرابعة)                | البرتغال                            | 0–3                                 | خسر                                 | 19 يونيو 1996                       | نوتنغهام، انجلترا                   |
| 1996                                | ربع النهائي                         | ألمانيا                             | 1–2                                 | خسر                                 | 23 يونيو 1996                       | مانشستر، انجلترا                    |
| 2004                                | المجموعة ب                          | سويسرا                              | 0–0                                 | تعادل                               | 13 يونيو 2004                       | ليريا، البرتغال                     |
| 2004                                | المجموعة ب                          | فرنسا                               | 2–2                                 | تعادل                               | 17 يونيو 2004                       | ليريا، البرتغال                     |
| 2004                                | المجموعة ب                          | إنجلترا                             | 2–4                                 | خسر                                 | 21 يونيو 2004                       | لشبونة، البرتغال                    |
| 2008                                | المجموعة الثانية                    | النمسا                              | 1–0                                 | فاز                                 | 8 يونيو 2008                        | فيينا، النمسا                       |
| 2008                                | المجموعة الثانية                    | ألمانيا                             | 2–1                                 | فاز                                 | 12 يونيو 2008                       | كلاغنفورت، النمسا                   |
| 2008                                | المجموعة الثانية                    | بولندا                              | 1–0                                 | فاز                                 | 16 يونيو 2008                       | كلاغنفورت، النمسا                   |
| 2008                                | ربع النهائي                         | تركيا                               | 1–1 (1–3 p)                         | تعادل (elim.)                       | 20 يونيو 2008                       | فيينا، النمسا                       |
| 2012                                | المجموعة ج                          | جمهورية أيرلندا                     | 3–1                                 | فاز                                 | 10 يونيو 2012                       | بوزنان، بولندا                      |
| 2012                                | المجموعة ج                          | إيطاليا                             | 1–1                                 | تعادل                               | 14 يونيو 2012                       | بوزنان، بولندا                      |
| 2012                                | المجموعة ج                          | إسبانيا                             | 0–1                                 | خسر                                 | 18 يونيو 2012                       | غدانسك، بولندا                      |
| 2016                                | المجموعة د                          | تركيا                               | 1–0                                 | فاز                                 | 12 يونيو 2016                       | باريس، فرنسا                        |
| 2016                                | المجموعة د                          | جمهورية التشيك                      | 2–2                                 | تعادل                               | 17 يونيو 2016                       | سانت إتيان، فرنسا                   |
| 2016                                | المجموعة د                          | إسبانيا                             | 2–1                                 | فاز                                 | 21 يونيو 2016                       | بوردو، فرنسا                        |
| 2016                                | دور الـ16                           | البرتغال                            | 0–1                                 | خسر                                 | 25 يونيو 2016                       | لنس، فرنسا                          |
| 2020                                | المجموعة د                          | إنجلترا                             | 1-0                                 | خسر                                 | 13 يونيو 2021                       | لندن، انجلترا                       |
| 2020                                | المجموعة د                          | جمهورية التشيك                      | 1-1                                 | تعادل                               | 18 يونيو 2021                       | غلاسكو، اسكتلندا                    |
| 2020                                | المجموعة د                          | اسكتلندا                            | 3-1                                 | فاز                                 | 22 يونيو 2021                       | غلاسكو، اسكتلندا                    |
| 2020                                | دور ال16                            | اسبانيا                             | 5-3                                 | خسر                                 | 28 يونيو 2021                       | كوبنهاغن، الدنمارك                  |

## سجلات المنتخب عبر التاريخ
شهدت كرواتيا شوطًا غير مسبوق في المباريات التأهيلية على أرض الوطن للبطولة العالمية أو الأوروبية من 4 سبتمبر 1994 حتى 10 سبتمبر 2008، مسجّلة 14 عامًا و 35 مباراة دون خسارة واحدة.
كان داريو شيميتش أول لاعب في كرواتيا يصل إلى 100 مباراة، وذلك قبل اعتزاله في عام 2008. وهذا سمح له بتجاوز الرقم القياسي السابق لروبرت يارني بـ 81 ظهور.

## قمصان المنتخب عبر التاريخ

### كأس العالم
| كأس العالم 1998 (أساسي) | كأس العالم 1998 (احتياطي) | كأس العالم 2002 (أساسي) | كأس العالم 2002 (احتياطي) | كأس العالم 2006 (أساسي) | كأس العالم 2014 (أساسي) | كأس العالم 2014 (احتياطي) | كأس العالم 2018 (أساسي) | كأس العالم 2018 (احتياطي) | كأس العالم 2022 (أساسي) | كأس العالم 2022 (احتياطي) |

### كأس أوروبا
| يورو 1996 (أساسي) | يورو 1996 (احتياطي) | يورو 2004 (أساسي) | يورو 2004 (احتياطي) | يورو 2008 (احتياطي) | يورو 2012 (أساسي) | يورو 2012 (احتياطي) | يورو 2016 (أساسي) | يورو 2016 (احتياطي) | يورو 2020 (أساسي) | يورو 2020 (احتياطي) | يورو 2024 (أساسي) | يورو 2024 (احتياطي) |

## النتائج الأخيرة والمباريات المجدولة

### 2023
| تصفيات بطولة أمم أوروبا 2024 18 نوفمبر | لاتفيا | 0–2   | كرواتيا                  | ريغا, لاتفيا |
| 18:00 CET(19:00 EET)                   |        | تقرير | *ماجر 7' - كراماريتش 16' | الملعب: ملعب سكونتو الحضور: 6,747 الحكم: أورس شنايدر (سويسرا) الحكام المساعدين: ماركو زورشر (سويسرا) Assistant referees: بنيامين زورشر (سويسرا) الحكم الرابع: سفين وولفينسبيرجر (سويسرا) |

| تصفيات بطولة أمم أوروبا 2024 21 نوفمبر | كرواتيا      | 1–0   | أرمينيا | زغرب, كرواتيا |
| 20:45 CET                              | *بوديمير 43' | تقرير |         | الملعب: ملعب ماكسيمير الحضور: 20,398 الحكم: إيفان كروزلياك (سلوفاكيا) الحكام المساعدين: برانيسلاف هانكوف (سلوفاكيا) Assistant referees: جان بوزور (سلوفاكيا) الحكم الرابع: مارتن دوهال (سلوفاكيا) |

### 2024
| سلسلة الفيفا 2024 23 مارس                                           | تونس | 0–0 (4–5 ر.ت)                                                                           | كرواتيا | القاهرة, مصر                                                      |
| 21:00                                                               |      | تقرير                                                                                   |         | الملعب: ستاد القاهرة الدولي الحضور: 4,300 الحكم: محمد معروف (مصر) |
|                                                                     |      | ركلات جزاء                                                                              |         |                                                                   |
| *بن رمضان - العيدوني - العابدي - الجلاصي - لطيف - الجزيري - الحدادي |      | * فلاشيتش - كراماريتش - بيتكوفيتش - ماجر - ماري. بازاليتش - يورانوفيتش - مارك. باشاليتش |         |                                                                   |

| سلسلة الفيفا 2024 26 مارس | مصر                          | 2–4   | كرواتيا                                                 | العاصمة الإدارية الجديدة, مصر                                 |
| 22:00                     | *ربيعة 6' - عبد المنعم 90+4' | تقرير | *فلاشيتش 21' - بيتكوفيتش 57' - كراماريتش 77' - ماجر 86' | الملعب: ستاد مصر الحضور: 85,350 الحكم: أدالبرت ديوف (السنغال) |

| ودية 3 يونيو | كرواتيا                             | 3–0   | مقدونيا | رييكا, كرواتيا                                               |
| 19:00        | *ماجر 10'، 45' - مارك. باشاليتش 79' | تقرير |         | الملعب: ملعب ريجيكا الحضور: 8,030 الحكم: ماتي جوج (سلوفينيا) |

| ودية 8 يونيو | البرتغال  | 1–2   | كرواتيا                           | أويرس, البرتغال                                                    |
| 18:45        | *جوتا 48' | تقرير | *مودريتش 8' (ركلة.) - بوديمير 56' | الملعب: الملعب الوطني الحضور: 37,500 الحكم: هارم أوسميرز (ألمانيا) |

| بطولة أمم أوروبا 2024 المجموعة الثانية 15 يونيو | إسبانيا                                 | 3–0   | كرواتيا | برلين, ألمانيا                                                       |
| 18:00 CEST                                      | *موراتا 29' - رويز 32' - كارفاخال 45+2' | تقرير |         | الملعب: الملعب الأولمبي الحضور: 68,844 الحكم: مايكل أوليفر (إنجلترا) |

| بطولة أمم أوروبا 2024 المجموعة الثانية 19 يونيو | كرواتيا                             | 2–2   | ألبانيا                   | هامبورغ, ألمانيا                                                      |
| 15:00 CEST                                      | *كراماريتش 74' - غجاسولا (ه.ذ.) 76' | تقرير | *لاسي 11' - غجاسولا 90+5' | الملعب: ملعب فولكسبارك الحضور: 46,784 الحكم: فرانسوا ليتكسير (France) |

| بطولة أمم أوروبا 2024 المجموعة الثانية 24 يونيو | كرواتيا      | 1–1   | إيطاليا        | لايبزيغ, ألمانيا                                                |
| 21:00 CEST                                      | *مودريتش 55' | تقرير | *زاكايني 90+8' | الملعب: ريد بل أرينا الحضور: 38,322 الحكم: داني ماكيلي (هولندا) |

| دوري الأمم الأوروبية 2024–25 5 سبتمبر | البرتغال                | 2–1   | كرواتيا           | لشبونة, البرتغال                                                 |
| 20:45 CEST(19:45 WET)                 | *دالوت 7' - رونالدو 34' | تقرير | *دالوت 41' (ه.ذ.) | الملعب: ملعب دا لوز الحضور: 57,675 الحكم: خليل اوموت ملر (تركيا) |

| دوري الأمم الأوروبية 2024–25 8 سبتمبر | كرواتيا      | 1–0   | بولندا | أوسييك, كرواتيا                                                   |
| 20:45 CEST                            | *مودريتش 52' | تقرير |        | الملعب: أوبوس أرينا الحضور: 12,612 الحكم: فرانسوا ليتكسير (فرنسا) |

| دوري الأمم الأوروبية 2024–25 12 أكتوبر | كرواتيا                         | 2–1   | إسكتلندا    | زغرب, كرواتيا                                                       |
| 18:00 CEST                             | *ماتانوفيتش 36' - كراماريتش 70' | تقرير | *كريستي 33' | الملعب: ملعب ماكسيمير الحضور: 21,702 الحكم: إشتفان كوفاتش (رومانيا) |

| دوري الأمم الأوروبية 2024–25 15 أكتوبر | بولندا                                      | 3–3   | كرواتيا                                   | وارسو, بولندا                                                                     |
| 20:45 CEST                             | *زيلينسكي 5' - زاليفسكي 45' - سزيمانسكي 68' | تقرير | *سوسا 19' - ب. سوتشيتش 24' - باتورينا 26' | الملعب: الملعب الوطني الحضور: 56,103 الحكم: أليخاندرو هرنانديز هرنانديز (إسبانيا) |

| دوري الأمم الأوروبية 2024–25 15 نوفمبر | إسكتلندا | ضدّ    | كرواتيا | غلاسكو, إسكتلندا    |
| 20:45 CET(19:45 GMT)                   |          | تقرير |         | الملعب: هامبدن بارك |

| دوري الأمم الأوروبية 2024–25 18 نوفمبر | كرواتيا | ضدّ    | البرتغال | سبليت, كرواتيا     |
| 20:45 CET                              |         | تقرير |          | الملعب: ملعب بولجد |

## طاقم الموظفين

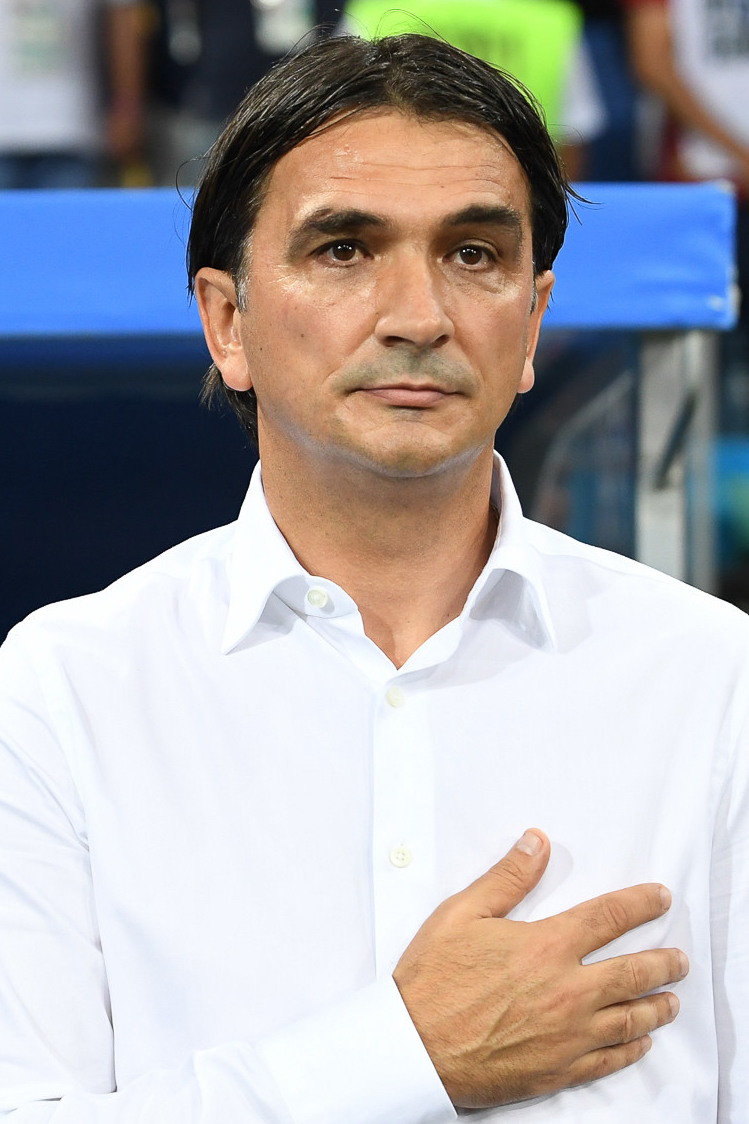
زلاتكو داليتش، المدير الحالي لفريق كرواتيا لكرة القدم

| المنصب                 | الاسم                                                    |
| ---------------------- | -------------------------------------------------------- |
| المدير الفني           | زلاتكو داليتش                                            |
| المدربين المساعدين     | درازين لاديتش إيفيكا أوليتش ماريو ماندجوكيتش             |
| مدرب حراسة المرمى      | ماريان مرميتش                                            |
| مدرب حالة              | لوكا ميلانوفيتش                                          |
| أخصائيو العلاج الطبيعي | نيناد كروسنجار ماريو بيتروفيتش Nderim Redžaj             |
| الأطباء                | زوران باتيجاريفيتش ساشا يانكوفيتش بوريس نيميك إدوارد رود |
| مدير الفريق            | إيفا أوليفاري                                            |

## اللاعبون

### التشكيلة الحالية
تم استدعاء لاعبًا التالية أسماؤوهم للمشاركة في دوري الأمم الأوروبية 2024–25 ضد إسكتلندا وبولندا في 12 و15 أكتوبر 2024، على التوالي.
- تاريخ المباريات: 12 و 15 أكتوبر 2024
- المباريات والأهداف صحيحة اعتبارًا في: 15 أكتوبر 2024، بعد المباراة ضد  بولندا[14]

| الرقم | المركز | اللاعب             | تاريخ الميلاد (العمر) | لعب | سجل | النادي                 |
| ----- | ------ | ------------------ | --------------------- | --- | --- | ---------------------- |
| 1     | حارس   | دومينيك ليفاكوفيتش |                       | 61  | 0   | فنار باغجه             |
| 12    | حارس   | نيديليكو لابروفيتش |                       | 2   | 0   | آوغسبورغ               |
| 23    | حارس   | إيفيتشا إيفوشيتش   |                       | 6   | 0   | بافوس                  |
|       |        |                    |                       |     |     |                        |
| 3     | دفاع   | دويه كاليتا-كار    |                       | 27  | 1   | ليون                   |
| 4     | دفاع   | يوشكو غفارديول     |                       | 37  | 2   | مانشستر سيتي           |
| 5     | دفاع   | مارتين إيرليتش     |                       | 10  | 0   | بولونيا                |
| 6     | دفاع   | جوسيب سوتالو       |                       | 21  | 0   | أياكس                  |
| 19    | دفاع   | بورنا سوسا         |                       | 25  | 2   | تورينو                 |
|       |        |                    |                       |     |     |                        |
| 2     | وسط    | كريستيان جاكيتش    |                       | 7   | 0   | آوغسبورغ               |
| 10    | وسط    | لوكا مودريتش       |                       | 182 | 27  | ريال مدريد             |
| 13    | وسط    | بيتار سوتشيتش      |                       | 4   | 1   | دينامو زغرب            |
| 15    | وسط    | ماريو بازاليتش     |                       | 70  | 10  | أتالانتا               |
| 16    | وسط    | مارتن باتورينا     |                       | 7   | 1   | دينامو زغرب            |
| 18    | وسط    | لوكا إيفانوسيك     |                       | 22  | 2   | فاينورد                |
| 21    | وسط    | لوكا سوتشيتش       |                       | 14  | 0   | ريال سوسيداد           |
|       | وسط    | نيكولا مورو        |                       | 1   | 0   | بولونيا                |
|       |        |                    |                       |     |     |                        |
| 7     | هجوم   | ماركو باشاليتش     |                       | 5   | 1   | رييكا                  |
| 8     | هجوم   | ميسلاف أورسيتش     |                       | 27  | 2   | طرابزون سبور           |
| 9     | هجوم   | أندري كراماريتش    |                       | 100 | 30  | هوفنهايم               |
| 11    | هجوم   | أنتي بوديمير       |                       | 27  | 3   | أوساسونا               |
| 14    | هجوم   | إيفان بيريشيتش     |                       | 138 | 33  | بي إس في (نائب القائد) |
| 17    | هجوم   | برونو بيتكوفيتش    |                       | 42  | 11  | دينامو زغرب            |
| 20    | هجوم   | ماركو بياتسا       |                       | 27  | 1   | دينامو زغرب            |
| 22    | هجوم   | إيغور ماتانوفيتش   |                       | 4   | 1   | آينتراخت فرانكفورت     |

## إحصائيات

### الأكثر ظهورًا
| # | الاسم           | مسيرته مع كرواتيا | عدد المشاركات | الأهداف | مرجع   |
| - | --------------- | ----------------- | ------------- | ------- | ------ |
| 1 | لوكا مودريتش    | 2006–             | 188           | 28      |        |
| 2 | إيفان بيريشيتش  | 2011–             | 143           | 36      |        |
| 3 | داريو سرنا      | 2002–2016         | 134           | 22      | [ 15 ] |
| 4 | ستيب بليتيكوسا  | 1999–2014         | 114           | 0       | [ 15 ] |
| 5 | ماتيو كوفاتشيتش | 2013–             | 109           | 4       | [ 15 ] |
| 6 | إيفان راكيتيتش  | 2007–2019         | 106           | 15      | [ 15 ] |
| 7 | جوسيب سيمونيتش  | 2001–2013         | 105           | 3       | [ 15 ] |
| 7 | أندري كراماريتش | 2014–             | 105           | 33      | [ 15 ] |
| 9 | إيفيكا أوليتش   | 2002–2015         | 104           | 20      | [ 15 ] |
| 9 | دوماغوي فيدا    | 2010–2024         | 104           | 4       | [ 15 ] |

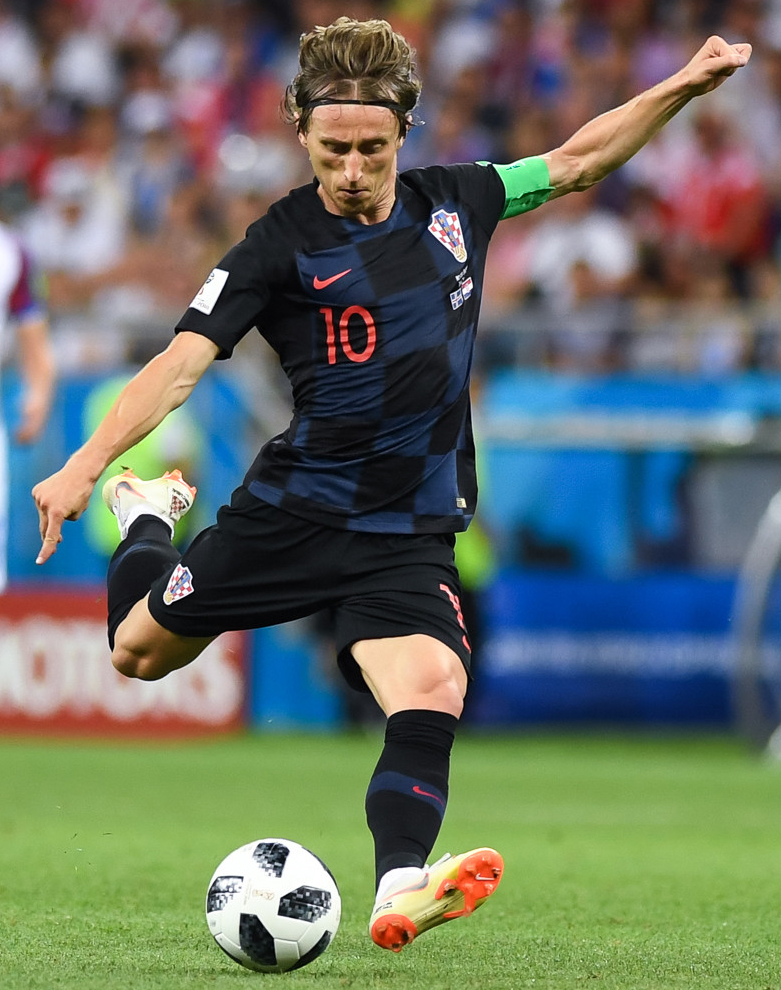
لوكا مودريتش الأكثر مشاركة على الإطلاق مع مع المنتخب الكرواتي

آخر تحديث: 9 يونيو 2025. تشمل الإحصائيات المباريات الرسمية المعترف بها من قِبل فيفا فقط.

### الأكثر تسجيلا للأهداف
| #  | الاسم            | مسيرته مع كرواتيا | الأهداف | الظهور | معدل | مرجع |
| -- | ---------------- | ----------------- | ------- | ------ | ---- | ---- |
| 1  | دافور شوكر       | 1991–2002         | 45      | 69     | 0.65 |      |
| 2  | إيفان بيريشيتش   | 2011–             | 36      | 143    | 0.24 |      |
| 3  | ماريو ماندجوكيتش | 2007–2018         | 33      | 89     | 0.37 |      |
| 4  | أندري كراماريتش  | 2014–             | 33      | 105    | 0.31 |      |
| 5  | إدواردو دا سيلفا | 2004–2014         | 29      | 64     | 0.45 |      |
| 6  | لوكا مودريتش     | 2006–             | 28      | 188    | 0.15 |      |
| 7  | داريو سرنا       | 2002–2016         | 22      | 134    | 0.16 |      |
| 8  | إيفيكا أوليتش    | 2002–2015         | 20      | 104    | 0.19 |      |
| 9  | نيكو كرانيتشار   | 2004–2013         | 16      | 81     | 0.2  |      |
| 10 | غوران فلاوفيتش   | 1992–2002         | 15      | 52     | 0.29 |      |
| 10 | نيكولا كالينيتش  | 2007–2018         | 15      | 42     | 0.36 |      |
| 10 | إيفان راكيتيتش   | 2007–2019         | 15      | 106    | 0.14 |      |

دافور شوكر، الأكثر تهديفّا مع منتخب كرواتيا على الإطلاق.

آخر تحديث: 9 يونيو 2025. هذه الإحصائيات تشمل المباريات الرسمية المعترف بها من فيفا فقط.

## الإنجازات
- كأس العالم
  - الوصيف: 2018
  - المركز الثالث: 1998، 2022

### البطولات الصغيرة
- كأس كيرين
  - الوصيف: 1997
- كأس كوريا
  - البطل: 1999
- كأس كارلسبرغ
  - المركز الثالث: 2006
- كأس الصين
  - المركز الرابع: 2017

### جوائز أخرى
- أفضل الفرق تقدمًا في المراكز
  - 1994
  - 1998

## وصلات خارجية
- قائمة بيانات المنتخب من الموقع الرسمي للفيفا باللغة العربية

1. ↑  من المقرر إقامة مباريات إضافية في الأرجنتين، وباراغواي، والأوروغواي إحياءً للذكرى المئوية لكأس العالم الأولى، إلا أنها ليست كذلك.  تعتبر المضيف الرسمي للبطولة.[8]